# Краса і портфель
Красуня і портфель (англ. Beauty & the Briefcase) — американський телефільм телеканалу ABC Family, який вперше показувався на телеекранах США 18 квітня 2010 року
Фільм знято за романом Щоденник працюючої дівчини (англ. Diary of a Working Girl) Даніели Бродскі,. За сюжетом, молода дівчина Лейн Деніелс (Гіларі Дафф) працює під опікою помічника виконавчого директора, щоб написати статтю для відомого журналу Космо і стати відомою журналісткою.

## У ролях
- Гіларі Дафф — Лейн Деніелс
- Майкл Макмілліан — Том
- Аманда Волш — Джоанна
- Кріс Кармак — Ліам
- Метт Даллас — Сет
- Дженніфер Кулідж — Коннер
- Джеймі Преслі — Кейт Вайт
- Кевін Кіркпатрік — Джон
- Міллі Цірус — Філіп
- Седрік Бертон — Фондовий Брокер
- Лейсі Мінч — Вітні
- Кортні Дж. Кларк — Марго
- Снуп Доггі Дог — Роско

## Сюжет
Головна героїня — Лейн Деніелс (Гіларі Дафф), молода дівчина, що має дуже гарні перспективи в своїй професії журналіста. Але Лейн мріє про роботу в популярному глянцевому журналі Космо. І ось її подруга-фотограф домовилась про зустріч із головним редактором журналу — Кейт Вайт (Джеймі Преслі), й Лейн запросили на співбесіду. Статті, які вона писала раніше для непомітних і мало кому відомих журналів, не сподобались головному редакторові і вона майже їй відмовила. Проте все ж дала ще один шанс. Кейт захотіла, щоб Лейн написала статтю про ідеального чоловіка.
Для цього Лейн мала піти працювати у фінансовий світ і закохати в себе одного з 9 мільйонів чоловіків, що проживали Нью-Йорку. Завдяки почуттю гумору, їй вдається пройти співбесіду на посаду помічника виконавчого директора однієї із компаній міста. Проте навичок для цієї роботи у дівчини немає. Поступово їй вдається освоїтись в офісі та приховати свої вади.
Тим часом вона зустрічається з багатьма чоловіками на роботі, фліртує з ними і дізнається про них багато чого цікавого або нецікавого, щоб зробити якийсь аналіз і вивести закономірності для статті. Але раптом у її життя втручається Ліам — красивий чоловік, який повністю підходить для образу ідеального чоловіка. З часом Лейн розуміє, що Ліам не такий вже й чудовий, і що він просто використовує її. Дівчину охоплює депресія, а її проект для журналу майже закінчується невдачею.
І ось вона розуміє, що ідеальними чоловіками є не сильні і привабливі, як Ліам, а уважні і турботливі, як її начальник, директор компанії — Том, на якого вона раніше і уваги не звертала. В кінці фільму Лейн пише статтю для Космо, не розраховуючи на успіх, і потрапляє на першу сторінку журналу.